# متحف الطيران والفضاء الوطني

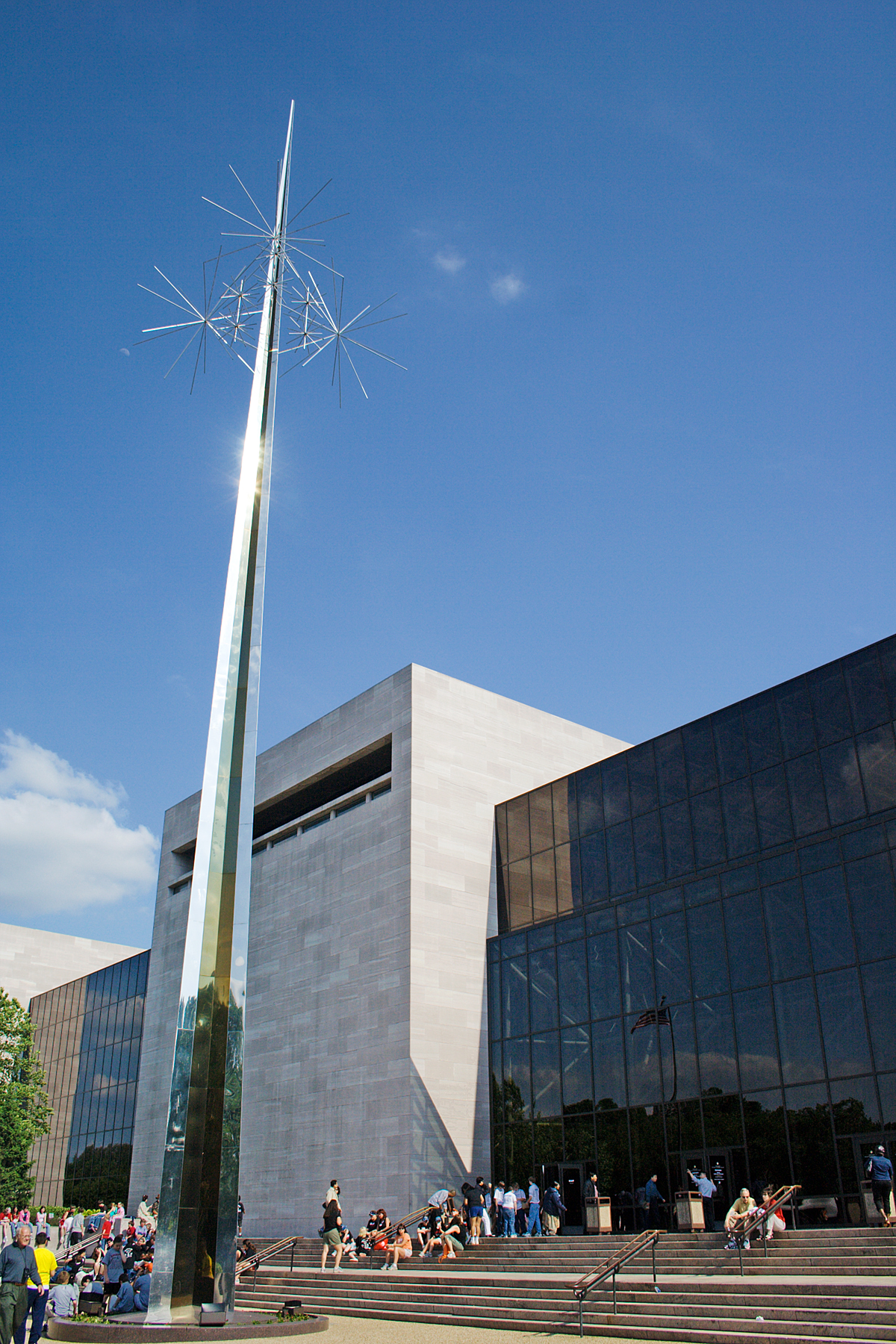
متحف الطيران والفضاء الوطني

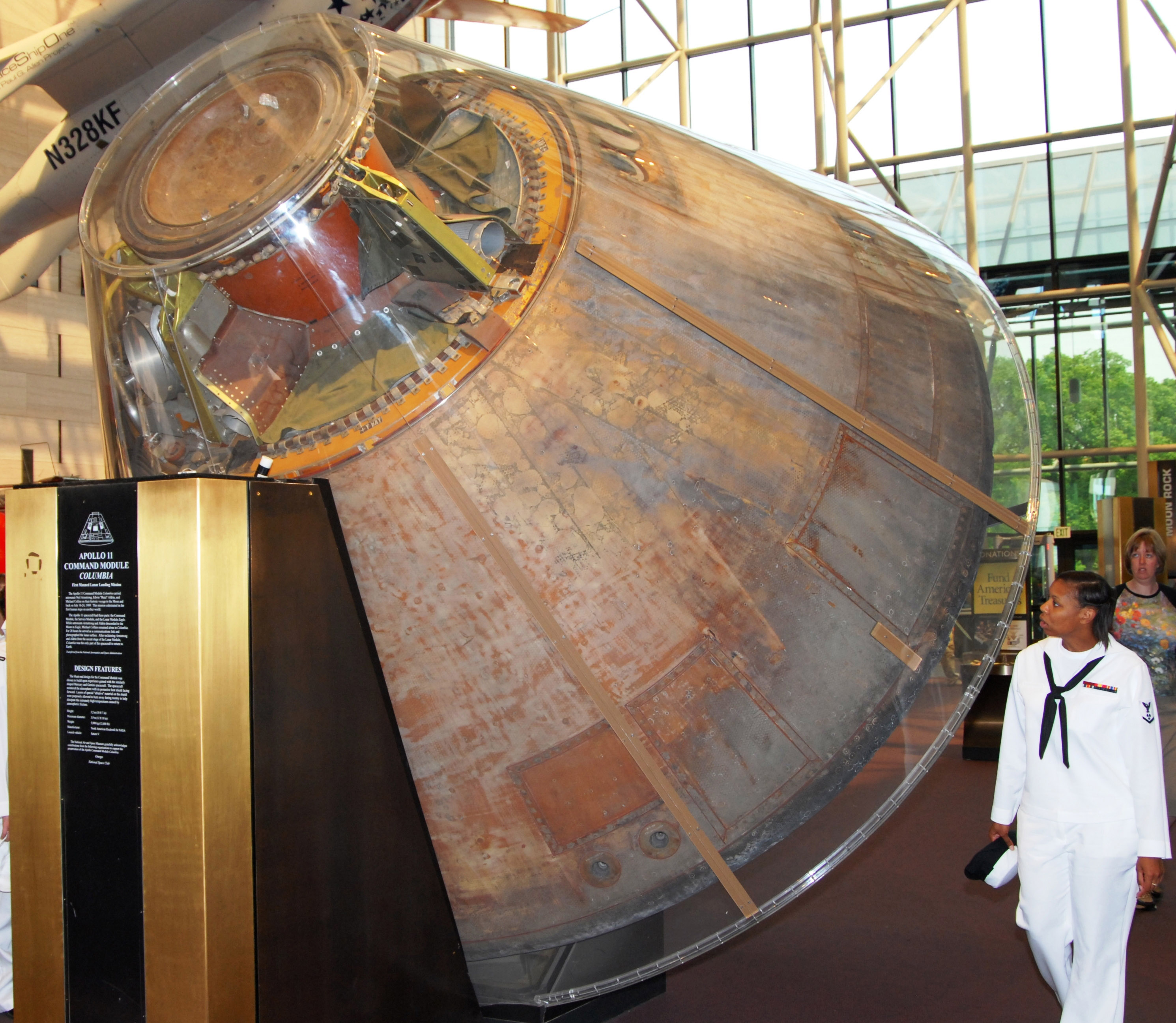
ابولو 12

متحف الطيران والفضاء الوطني (بالإنجليزية: National Air and Space Museum) هو متحف في واشنطن تابع لمؤسسة سميثسونيان، وهو المتحف الأكثر شعبية منها. فيه أكبر عدد من الطائرات والمركبات الفضائية في العالم.[بحاجة لمصدر] وهو أيضا مركز حيوي للبحث في تاريخ وعلوم وتقنيات الطيران والطيران الفضائي، بالإضافة إلى علوم الكواكب والجيولوجيا والجيوفيزياء.[بحاجة لمصدر] معظم المراكب المعروضة هي مراكب أصلية.
يقع المتحف في منتزه ناشونال مول.
أرادت مؤسسة سميثسونيان أن يكون مبنى مثيرا للإعجاب معماريا، ولكن دون أن يطغى على مبنى الكابيتول. صمم المهندس غيو أوباتا من مكتب هيلموث وأوباتا وكاساباوم في سانت لويس المتحف، وهو عبارة عن أربع مكعبات بسيطة مكسوة بالرخام، تحتوي على العروض الصغيرة والمسرحية، وهي ممتصلة فيما بينها بثلاثة أروقة كبيرة من الفولاذ والزجاج التي تحتوي على المعروضات الأكبر حجما، كالصواريخ والطائرات ومركبات الفضاء. وهو يتساوى في التوزيع المعماري للمعرض الوطني للفنون المقابل له، كما ويستخدم ذات الرخام من تينيسي.
أشرفت شركة جيلبين على بناء المتحف، وأكملت بناءه عام 1976. يستخدم الحائط الزجاجي الغربي لتركيب الطائرات، ويعمل بمثابة باب زجاجي ضخم.
تدور بعض أحداث الفيلم ليلة في المتحف:معركة سميثسونيان في متحف الطيران والفضاء الوطني. ويزور المتحف أكثر من 6 ملايين شخص سنويا.